# Volkslied, WAB 94
Le Volkslied (Hymne national), WAB 94, est un chant patriotique composé par Anton Bruckner en 1882 à l'occasion d'une compétition pour un Hymne für das Deutsche Volk in Österreich (Hymne pour la population allemande en Autriche).

## Historique
Le 16 octobre 1881, le Deutsche Zeitung invita à présenter un texte für eines sangbares Nationallied (pour un hymne national exécutable). Des 1750 textes introduits, Josef Winter a obtenu le premier prix. Le 1er janvier 1882, une deuxième invitation parut pour un Hymne für das Deutsche Volk in Österreich (Hymne pour la population allemande en Autriche), pour chœur d'hommes, ainsi que pour voix soliste et piano. Bruckner, en tant qu'un des 1 320 participants, envoya une partition de chacune de ces deux versions. Aucun prix ne fut décerné pour une des soumissions,.
Les manuscrits sont archivés à l'Österreichische Nationalbibliothek et la Bibliothèque nationale de France. Les deux versions ont d'abord été publiées dans le Volume III/2, pp. 191 et 192 de la biographie Göllerich/Auer. La version pour voix soliste et piano est éditée dans le Volume XXIII/1, no 6 de la Bruckner Gesamtausgabe, celle pour chœur d'hommes dans le Volume XXIII/2, no 32 de la Bruckner Gesamtausgabe.

## Texte
Le Volkslied utilise le texte primé de Josef Winter.
| Anheben lasst uns allzusamm' Ein Lied von starkem Klange, In Österreich den deutschen Stamm Lasst preisen uns mit Sange. Die auf die Ostmark einst gestellt, Dem Feind den Weg zu weisen, Sie stehen heute noch im Feld Und halten blank ihr Eisen. | Entonnons ensemble Un chant au son puissant, Chantons les louanges De la population allemande en Autriche. Ceux, qui furent jadis placés sur la Marche de l'Est Pour montrer la voie aux ennemis, Ils sont encore aujourd'hui présents en ce lieu Et ont leur arme blanche en main. |

## Composition
Il y a deux versions du Volkslied WAB 94 :
- Un lied de 34 mesures pour voix et piano, qui utilise la première strophe du texte de Winter[2].
- Un chœur pour voix d'hommes (TTBB) de 67 mesures, qui utilise les six strophes du texte de Winter[5].

## Discographie

### Version pour voix et piano
Il n'y a pas encore d'enregistrement commercial de cette version. Une exécution en concert par Raymond Armstrong (1er avril 2017) est disponible dans la Bruckner Archive.

### Version pour chœur d'hommes
Il y a un seul enregistrement de cette version :
- Thomas Kerbl, Männerchorvereinigung, Weltliche Männerchöre – CD : LIVA 054, 2012 – 1re strophe uniquement

NoteLe  Volkslied  a été exécuté à la Brucknerfest 2022 (Brucknerfest 2022 - Krieg und Frieden (29-09-2022)). Un enregistrement est disponible dans la Bruckner Archive.

## Sources
- August Göllerich, Anton Bruckner. Ein Lebens- und Schaffens-Bild, vers 1922 – édition posthume par Max Auer, G. Bosse, Ratisbonne, 1932
- Anton Bruckner – Sämtliche Werke, Band XXIII/1: Lieder für Gesang und Klavier (1851-1882), Musikwissenschaftlicher Verlag der Internationalen Bruckner-Gesellschaft, Angela Pachovsky (Éditeur), Vienne, 1997
- Anton Bruckner – Sämtliche Werke, Band XXIII/2: Weltliche Chorwerke (1843-1893), Musikwissenschaftlicher Verlag der Internationalen Bruckner-Gesellschaft, Angela Pachovsky et Anton Reinthaler (Éditeurs), Vienne, 1989
- Cornelis van Zwol, Anton Bruckner 1824-1896 – Leven en werken, uitg. Thot, Bussum, Pays-Bas, 2012.  (ISBN 978-90-6868-590-9)
- Uwe Harten, Anton Bruckner. Ein Handbuch. Residenz Verlag, Salzbourg, 1996.  (ISBN 3-7017-1030-9).